# 均三嗪三甲酸
均三嗪三甲酸是一种有机化合物，化学式为C6H3N3O6。它可由均三嗪三甲酸三乙酯和氢氧化钠在乙醇-水（1:1）溶液中反应，再加入0.1 M HCl调节pH至2得到。它和草酰氯反应，可以得到均三嗪三甲酰氯。在铜粉存在下，它加热脱羧，得到1,3,5-三嗪。